# Nus
Pour les articles homonymes, voir NUS.
Nus  est une commune alpine de la Vallée d'Aoste en Italie du Nord.

## Toponymie
Contrairement aux règles de prononciation du français standard, le « s » final de Nus se prononce.
Le toponyme dérive du latin nonus, puisque Nus se trouve Ad nonum ab Augusta lapidem, près la neuvième pierre milliaire sur la route consulaire des Gaules, à neuf milles romaines d'Augusta Prætoria Salassorum (aujourd'hui Aoste). Voilà pourquoi les habitants de Nus sont appelés « neuveins ».

## Géographie
Nus se trouve dans la vallée centrale de la Doire baltée, à 12 km d’Aoste.

Localisation de la commune de Nus à l'intérieur de la Vallée d'Aoste.

En amont du chef-lieu s'ouvre le vallon de Saint-Barthélemy, coincé entre le Valpelline et le Valtournenche.

## Histoire
La présence d'un centre habité déjà à l'époque des Romains a été démontrée par des pièces de monnaie, des briques, et d'autres objets retrouvés dans le château de Pilate, ainsi nommé selon une légende, qui affirme que le procureur romain y séjourna lors d'un voyage vers Vienne, en Gaule.
Le Moyen Âge fut marqué par la domination de la Maison de Nus, qui exerça son pouvoir sur le territoire du XIe au XVIe siècle. Les seigneurs de Nus possédaient le château du bourg et la forteresse à l'embouchure du vallon de Saint-Barthélemy. Encore aujourd'hui, les figures des seigneurs de Nus jouent le rôle principal dans le défilé du carnaval médiéval neuvein.

## Activités scientifiques
Dans le vallon de Saint-Barthélemy, au hameau Lignan se trouve l’Observatoire astronomique de la Vallée d'Aoste.

## Monuments et lieux d'intérêt
- l'Observatoire astronomique de la Vallée d'Aoste à Lignan
- la réserve naturelle des Îles, une zone humide longeant la Doire baltée constituée en 1995 sur les territoires des communes de Brissogne, Nus, Quart et Saint-Marcel.

### Architecture de Nus
- Château des seigneurs de Nus, édifié par la famille Challant en 1350.
- Château de Pilate – selon la légende, le procureur romain Ponce Pilate aurait séjourné à cet endroit en se rendant à Vienne lors de son exil prononcé par Caligula.
- Églises de Saint-Barthélemy et de Saint-Hilaire (1153).
- Sanctuaire Notre-Dame-des-Neiges au Cunéy (2 653 mètres), destination d'un pèlerinage très ancien, organisé chaque année le 5 août.
- La gare de Nus.
- La chapelle Saint-Jean du bourg.
- Le site archéologique au col Pierrey.
- La villa romaine aux Granges.

## Personnalités liées à Nus
- Gianni Bonichon - bobeur
- Xavier Chevrier - coureur en montagne
- Sergio Grange - athlète de bobsleigh
- Attilio Lombard - fondeur
- Federico Pellegrino - fondeur
- Luca Reboulaz - fondeur

## Société

### Évolution démographique
Habitants recensés

## Fêtes, foires
- Festival du Vien de Nus (deuxième dimanche de mai), fête traditionnelle du vin local avec des spectacles folkloriques

## Sport
Dans cette commune se pratiquent le tsan et le palet, deux des sports traditionnels valdôtains.

## Transports
La commune dispose d'une gare sur la ligne de Chivasso à Aoste, desservie par un train toutes les heures environ.

## Photographies

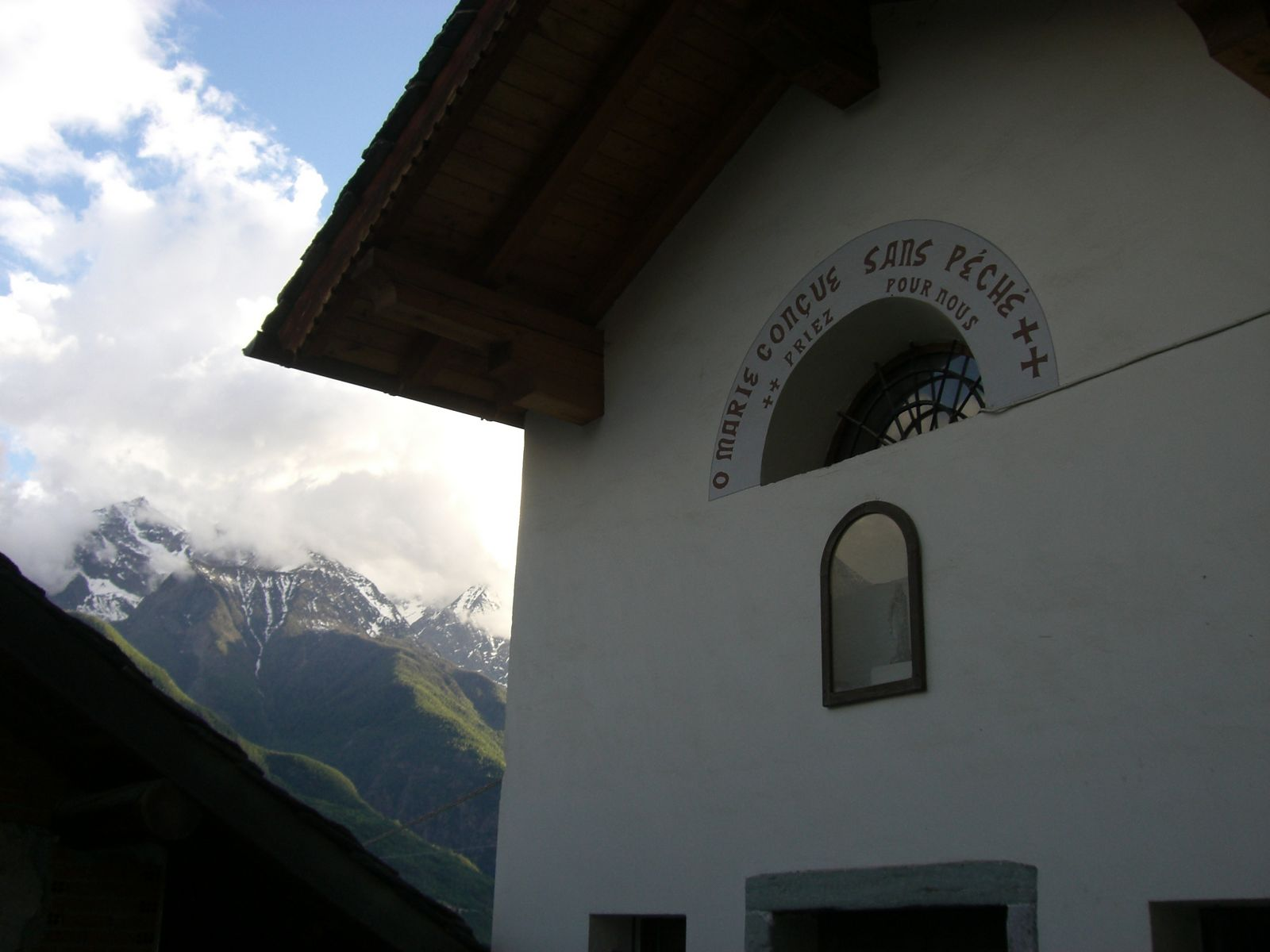
Particulier de la façade de l'église au hameau Messigné
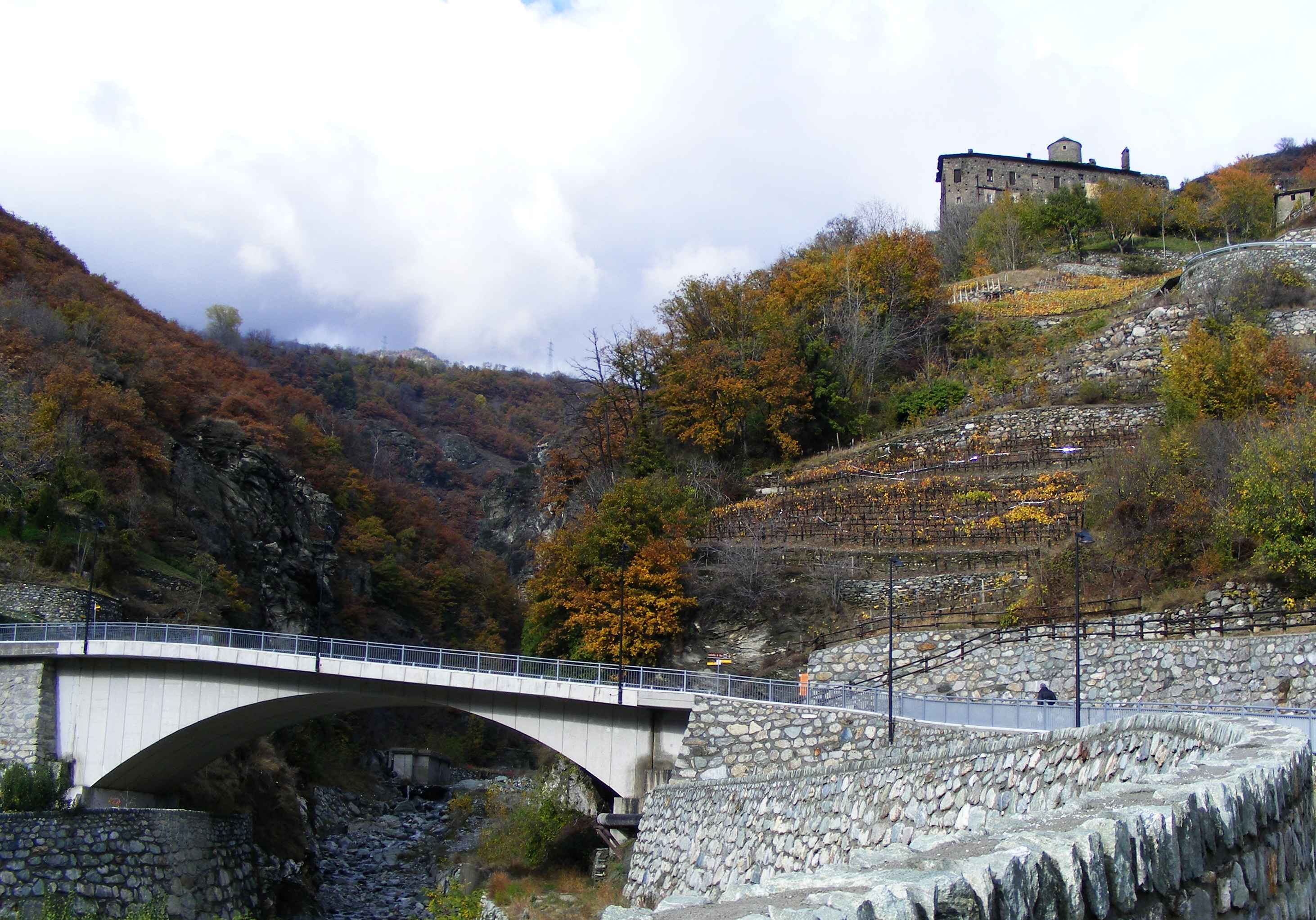
Le torrent Saint-Barthélemy et le château de Nus
La maison communale

## Administration
| Période                                  | Période          | Identité                | Étiquette                   | Qualité  |
| ---------------------------------------- | ---------------- | ----------------------- | --------------------------- | -------- |
| 9 mai 2005                               | 23 mai 2010      | Jean-Marc-Joseph Grange |                             | Syndic   |
| 24 mai 2010                              | 17 décembre 2017 | Elida Baravex           | Liste civique               | Syndique |
| 18 décembre 2017                         | En cours         | Camillo Rosset          | Liste civique Unis pour Nus | Syndic   |
| Les données manquantes sont à compléter. |                  |                         |                             |          |

### Hameaux
Arlian, Blavy, Champagne, Clémensod, Cret, Fognier, Issologne, La Plantaz, Lavanche, Lignan, Mandollaz, Marsan, Martinet, Mazod, Messigné, Petit-Fénis, Pesse, Plane, Plaisant, Plantayes, Porliod, Praille, Praz, Ronchettes, Rovarey, Sacquignod, Tholasèche, Val, Vénoz

### Communes limitrophes
Bionaz, Fénis, Oyace, Quart, Saint-Marcel, Torgnon, Verrayes